# Kenan Yıldız
Kenan Yıldız (Regensburg, 4 de maio de 2005) é um futebolista turco que atua como ala. Atualmente, joga pela Juventus. 

## Carreira
Kenan Yıldız ingressou na equipe juvenil do Bayern de Munique em 2012, onde permaneceu até a contratação da Juventus em janeiro de 2022.
Estreou pela equipe profissional em 20 de agosto de 2023, contra o Udinese.
Em 23 de dezembro de 2023, Yıldız marcou seu primeiro gol na Série A, em uma vitória por 2-1 sobre o Frosinone.

## Títulos
Juventus
- Coppa Italia: 2023–24

## Estatísticas
Atualizadas até 31 de agosto de 2024.[carece de fontes?]

#### Profissional
| Equipe            | Temporada         | Campeonato nacional | Campeonato nacional | Copa nacional | Copa nacional | Competições continentais | Competições continentais | Total | Total |
| Equipe            | Temporada         | Jogos               | Gols                | Jogos         | Gols          | Jogos                    | Gols                     | Jogos | Gols  |
| ----------------- | ----------------- | ------------------- | ------------------- | ------------- | ------------- | ------------------------ | ------------------------ | ----- | ----- |
| Juventus          | 2023–24           | 27                  | 2                   | 5             | 2             | –                        | –                        | 32    | 4     |
| Juventus          | 2024–25           | 2                   | 0                   | 0             | 0             | –                        | –                        | 2     | 0     |
| Total na carreira | Total na carreira | 29                  | 2                   | 5             | 2             | 0                        | 0                        | 34    | 4     |